# Tour della nazionale maschile di rugby a 15 della Francia 2001
Nel periodo tra le edizioni della Coppa del Mondo di rugby del 1999 e del 2003, la nazionale di rugby XV della Francia si è recata varie volte in tour oltremare.
Nel 2001 si recano in tour in Sudafrica, dove colgono un prestigioso successo e in Nuova Zelanda.
| Johannesburg 16 giugno 2001 | Sudafrica | 23 – 32 | Francia | Ellis Park |

| Durban 23 giugno 2001 | Sudafrica | 20 – 15 | Francia | King's Park |

| Wellington 30 giugno 2001 | Nuova Zelanda | 37 – 12 | Francia |  |